# Eric Vanden-Eijnden
Eric Vanden-Eijnden () é um matemático belga, professor de matemática no Instituto Courant de Ciências Matemáticas, Universidade de Nova Iorque.
Vanden-Eijnden obteve um doutorado em 1997 na Université Libre de Bruxelles, orientado por Radu Bălescu.
Em 2009 foi agraciado com o Prêmio Germund Dahlquist da Society for Industrial and Applied Mathematics (SIAM) "por seu trabalho no desenvolvimento de ferramentas matemáticas e métodos numéricos para a análise de sistemas dinâmicos que são estocásticos e multiescala", e em 2011 ganhou o Prêmio J. D. Crawford da SIAM por sua excelente pesquisa em ciência não linear.
Para o Congresso Internacional de Matemáticos de 2022 em São Petersburgo está listado como palestrante convidado.